# 송곡고등학교
송곡고등학교(松谷高等學校)는 대한민국 서울특별시 중랑구 망우동에 위치한 사립 고등학교이다.

## 학교 연혁
- 1965년 12월 30일 : 재단법인 문영학원 성동상업학교 설립
- 1966년 3월 7일 : 서울시 성동구 홍익동 150번지에서 제1차년도 개교, 초대 왕표순 교장 취임
- 1966년 3월 28일 : 재단법인 송곡 학원으로 명의 변경
- 1969년 2월 8일 : 제1회 졸업식(106명)
- 1984년 2월 24일 : 학교법인 송곡학원으로 명의 변경
- 1986년 5월 18일 : 서울 중랑구 망우1동 239-1번지로 교사 신축 이전
- 1986년 11월 13일 : 교사 신축공사 준공(연건평 9,054평 지하 1층, 지상 4층)
- 1986년 12월 30일 : 송곡고등학교로 승격 인가
- 2002년 7월 18일 : 학교종합정보센터 준공
- 2004년 10월 25일 : 강당(성실관) 개관
- 2019년 2월 12일 : 제51회 졸업식 329명
- 2020년 3월 2일 : 입학식 9학급(일반 7, 체육중점 2) 206명
- 2022년 3월 2일 : 제13대 이민용 교장 취임

## 참고 자료
- 송곡고등학교 - 한국교육학술정보원 학교알리미